# Промона
Промона је била илирско, касније римско насеље у Далмацији. Налазила се у сјеверном дијелу Петровог поља, на обронцима планине Промине, код Тепљуха. Први пут се спомиње 51. године прије н. е, када су је Либурнима одузели Далмати. Тада се у сукоб између ова два илирска племена умјешало Римско царство, штитећи Либурне. Римљани су освојили Промону и ставили овај крај под своју контролу. Стара Промона се налазила на брежуљцима Промине изнад Тепљуха, док је за вријеме римске владавине проширена у поље између Тепљуха и Биочића.